# Trachykele
Trachykele es un género de escarabajos barrenadores metálicos del orden Coleoptera.

## Especies
- Trachykele blondeli Marseul, 1865
- Trachykele fattigi Knull, 1954
- Trachykele hartmani Burke, 1920
- Trachykele lecontei (Gory, 1841)
- Trachykele nimbosa Fall, 1906
- Trachykele opulenta Fall, 1906